# 臨陂駅
臨陂駅（インピえき）は、大韓民国全羅北道群山市臨陂面戌山里にかつて存在した韓国鉄道公社（KORAIL）長項線の駅である。
駅舎は韓国の登録文化財に登録されている。

## 駅構造
- 単式ホーム1面1線の地上駅。

## 沿革
- 1924年6月1日 : 無配置簡易駅として営業開始。
- 1930年2月26日 : 小荷物取り扱い開始。[1]
- 1936年11月1日 : 普通駅に昇格。[2]
- 1936年12月1日 : 駅舎竣工。
- 1977年5月16日 : 小荷物取り扱い停止。[3]
- 2005年9月30日 : 貨物取り扱い停止。
- 2005年11月11日 : 駅舎が登録文化財に登録される。
- 2006年11月1日 : 無配置簡易駅に格下げ。
- 2008年1月1日 : 舒川駅から益山駅までの区間セマウル号のみが1日2回停車するようになる。これにより、当駅は無配置簡易駅の中でセマウル号が停車する初めての駅になった。また、ムグンファ号などの下等種別は停車せず、セマウル号が停車する稀な例である。
- 2008年5月1日 : セマウル号の需要が非常に少なく(当駅の利用者は120日間で乗降合わせて47人、1日あたり0.39人)、運行停止となったため旅客取り扱い中止。
- 2020年8月13日 : 大野駅 - 益山駅間の新線移行に伴い廃止。

## 隣の駅
韓国鉄道公社
長項線
大野駅 - 臨陂駅 - (五山里駅) - 益山駅